# Turismo en Costa Rica

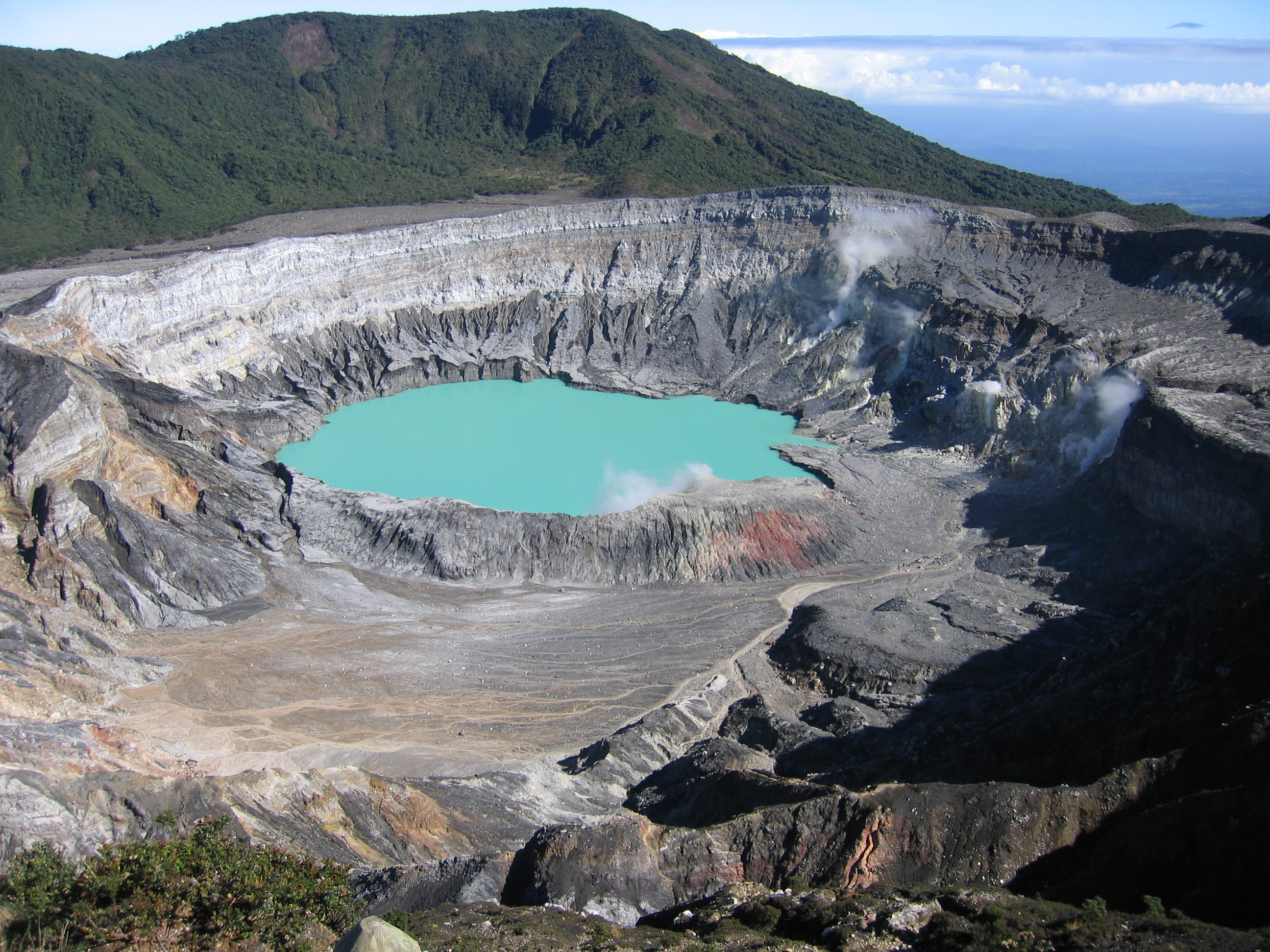
El Cráter del Volcán Poás es uno de los destinos favoritos de los turistas extranjeros.

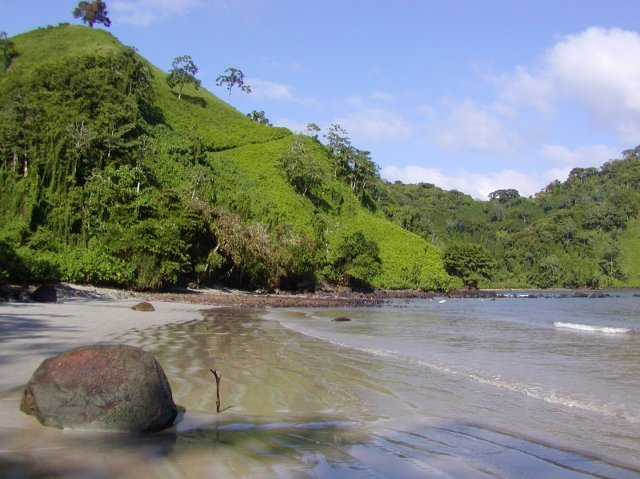
Patrimonio de la Humanidad, la Isla del Coco es uno de los destinos naturales más destacados de Costa Rica y fue uno de los 77 finalistas en el concurso de las 7 Maravillas Naturales del Mundo.

El turismo en Costa Rica es uno de los principales sectores económicos y de más rápido crecimiento del país y desde 1995 representa la primera fuente de ingresos de su economía. Desde 1999 el turismo genera para el país más ingreso de divisas que la exportación de sus cultivos tradicionales de banano, piña y café juntos. La bonanza del turismo comenzó en 1987, con el número de visitantes aumentando de 329 mil en 1988, llegando a un millón en 1999, soprepasando 2 millones en 2008 hasta alcanzar un récord histórico de 2,6 millones de turistas extranjeros en 2015.
En 2010 el turismo contribuyó con un 5,5% del PIB del país y un 21,2% de las divisas generadas por las exportaciones totales, En 2009 el turismo atrajo un 17% de la inversión extranjera directa, la cual representó una media del 13% entre 2000 y 2009. En 2005 fue responsable por un 13,3% de los empleos directos e indirectos, y según un informe de la CEPAL de 2007, el turismo ha contribuido a una reducción de la pobreza del país del 3%.
La principal ventaja comparativa de Costa Rica es su sistema de parques nacionales y áreas protegidas, que cubren alrededor de un 25% del territorio nacional, la mayor del planeta en porcentaje, y que albergan una rica variedad de flora y fauna, que se estima contiene un 5% de la biodiversidad del mundo en menos del 0,1% de la masa terrestre del planeta. Además, Costa Rica tiene numerosas playas tanto en el Océano Pacífico como en el Mar Caribe, con ambos litorales separados por solo unos cientos de kilómetros, y también los turistas pueden visitar con seguridad varios volcanes ubicados en Parques nacionales. Al inicio de los años noventa, Costa Rica llegó a ser conocido como el principal representante ("poster child") del ecoturismo, período en el que las llegadas de turistas extranjeros alcanzó un crecimiento anual medio del 14% entre 1986 y 1994.

## Características del sector
| Año  | Llegadas (miles) | Año  | Llegadas (miles) | Año  | Llegadas (miles) | Ingresos millones dól. | Año  | Llegadas (miles) | Ingresos millones dól. |
| ---- | ---------------- | ---- | ---------------- | ---- | ---------------- | ---------------------- | ---- | ---------------- | ---------------------- |
| 1988 | 329              | 1996 | 781              | 2004 | 1.453            | 1.358                  | 2012 | 2.340            | 2.388                  |
| 1989 | 376              | 1997 | 811              | 2005 | 1.679            | 1.570                  | 2013 | 2.428            | 2.433                  |
| 1990 | 435              | 1998 | 943              | 2006 | 1.725            | 1.732                  | 2014 | 2.520            | 2.636                  |
| 1991 | 504              | 1999 | 1.032            | 2007 | 1.973            | 1.974                  | 2015 | 2.665            | 2.822                  |
| 1992 | 611              | 2000 | 1.088            | 2008 | 2.089            | 2.144                  | 2016 | 2.925            | No                     |
| 1993 | 684              | 2001 | 1.131            | 2009 | 1.923            | 2.075                  | 2017 | 2.959            | No                     |
| 1994 | 762              | 2002 | 1.113            | 2010 | 2.100            | 2.111                  | 2018 | 3.016            | No                     |
| 1995 | 785              | 2003 | 1.239            | 2011 | 2.196            | 2.156                  |      |                  |                        |

Con una ingreso anual de 2 156 millones de dólares en 2011, la industria turística de Costa Rica obtuvo un 30% de los ingresos por turismo de región centroamericana, y destaca como el destino más visitado del istmo, con un total de 2,2 millones de turistas extranjeros que visitaron el país en 2011, seguida de Panamá con casi 1,5 millones y Guatemala con 1,2 millones de visitantes.
En 2008, y a pesar del inicio de la crisis económica mundial, el número de turistas superó por primera vez la marca histórica de 2 millones de visitantes extranjeros y los ingresos subieron a 2.144 millones. Sin embargo, como resultado de esta crisis, el ritmo de crecimiento de la demanda de turistas extranjeros desaceleró a partir de agosto de 2008, debido principalmente a una disminución en el número de visitantes estadounidenses, que representaban el 54% de los turistas que recibe el país. La combinación de la crisis económica en conjunto con la pandemia de gripe A (H1N1) produjo una reducción del número de turistas en 2009 a 1,9 millones de visitantes internacionales, lo que representó una disminución del 8% con respecto a 2008. En 2010 la industria se recuperó y el número de visitantes alcanzó 2,111 millones de turistas, excediendo ligeramente el pico de demanda alcanzado en 2008.
La recuperación continuó en 2011 con 2,196 millones de turistas, y 2,34 millones de visitantes en 2012. En 2013 el número de visitantes aumentó a 2,428 millones, un 3,6% más alto que 2012. En 2013 la estadía promedio fue de 12,1 noches, superior a las 11,6 noches en 2012, y un gasto promedio por turista de 1.378 US$. En 2014 se alcanzó un récord histórico de 2,5 millones de turistas internacionales, acompañado de US$2,636 mil millones de ingresos, un 8,3% más que en 2013. Además, el gasto medio por turista subió de 1.171 dólares en 2010 a 1.431 US$ en 2014, y la estadía promedio aumentó de 11 días en 2010 para 13,4 en 2014.
Costa Rica alcanzó nuevos récords en 2015 con 2,66 millones de visitantes e ingresos totales de 2,882 mil millones de dólares. Una vez más Estados Unidos fue el principal emisor de turistas para Costa Rica, con 1.077.044 visitantes en 2015, un 8% más que en 2014. Las llegadas de origen europeo crecieron en un 6,1%. El flujo de turistas procedentes de América del Sur fue el que más creció con un 13%, principalmente el proveniente de Brasil y Argentina.
El ecoturismo es extremadamente popular entre los turistas extranjeros que visitan la amplia cantidad de parques nacionales y áreas protegidas que existen por todo el país. Costa Rica fue uno de los pioneros en ecoturismo a nivel mundial y es reconocido como uno de los pocos destinos internacionales con verdaderas opciones de turismo ecológico.
En términos de la clasificación del Índice de Competitividad en Viajes y Turismo (TTCI), en 2008 y 2009 Costa Rica obtuvo el cuarto en el continente americano, y fue el primer clasificado entre países de América Latina. En 2011 se ubicó en el lugar 44 a nivel mundial, quinto en el continente y segundo a nivel latinoamericano, superado solo por México. En la clasificación del Índice de Competitividad en Viajes y Turismo de 2017, Costa Rica alcanzó el lugar 38, siendo el cuarto clasificado entre países de América Latina. Las ventajas competitivas para desarrollar emprendimientos turísticos son en el área de recursos humanos, culturales y naturales, en la cual Costa Rica se clasifica en el lugar 33 a nivel mundial, y clasifica en el sexto lugar cuando se considera únicamente el criterio de recursos naturales. El informe del TTCI de 2011 también señala que las principales debilidades del sector turístico costarricense son su reducido número de sitios de interés cultural (clasificado 104), el tiempo necesario para abrir un establecimiento comercial (clasificado 125), el estado de la infraestructura de transporte terrestre (lugar 111) y la pobre calidad de la infraestructura portuaria (lugar 132).
En 2010 la mayoría de los turistas extranjeros provino de Estados Unidos (39,6%), la vecina Nicaragua (20,4%), Canadá (5,72%), Panamá (3,7%) y México (2,6%). Los ingresos provenientes de los turistas norteamericanos y europeos, que juntos representan el 61% de todos los visitantes extranjeros, contribuyeron a alcanzar un gasto medio de 995 dólares por turista en 2010. De acuerdo con una encuesta realizada en 2006, los visitantes provenientes de la Cuenca del Caribe y América del Sur tienen como principales motivos de viaje los negocios y asuntos profesionales, mientras que la gran mayoría de visitantes estadounidenses, canadienses y europeos visitan el país para descanso y vacaciones. Con un promedio del 58%, la recomendación de amigos o familiares fue la principal razón para visitar Costa Rica por motivo de vacaciones. El principal inconveniente para los visitantes es el mal estado de las carreteras.
| Llegadas de turistas internacionales por país de origen en 2018 (Top 20)  | Llegadas de turistas internacionales por país de origen en 2018 (Top 20) | Llegadas de turistas internacionales por país de origen en 2018 (Top 20) | Llegadas de turistas internacionales por país de origen en 2018 (Top 20) | Llegadas de turistas internacionales por país de origen en 2018 (Top 20) | Llegadas de turistas internacionales por país de origen en 2018 (Top 20) | Llegadas de turistas internacionales por país de origen en 2018 (Top 20) | Llegadas de turistas internacionales por país de origen en 2018 (Top 20) |
| Posición                                                                  | País de origen                                                           | Llegadas visitantes 2018                                                 | % Total de llegadas                                                      | Posición                                                                 | País de origen                                                           | Llegadas visitantes 2018                                                 | % Total de llegadas                                                      |
| ------------------------------------------------------------------------- | ------------------------------------------------------------------------ | ------------------------------------------------------------------------ | ------------------------------------------------------------------------ | ------------------------------------------------------------------------ | ------------------------------------------------------------------------ | ------------------------------------------------------------------------ | ------------------------------------------------------------------------ |
| 1º                                                                        | Estados Unidos                                                           | 1.265.067                                                                | 41,9                                                                     | 11º                                                                      | Guatemala                                                                | 65.633                                                                   | 2.1                                                                      |
| 2º                                                                        | Nicaragua                                                                | 416.015                                                                  | 13,9                                                                     | 12º                                                                      | Colombia                                                                 | 46.723                                                                   | 1,5                                                                      |
| 3º                                                                        | Canadá                                                                   | 217.006                                                                  | 7,1                                                                      | 13º                                                                      | Argentina                                                                | 40.832                                                                   | 1,3                                                                      |
| 4º                                                                        | México                                                                   | 98.918                                                                   | 3,2                                                                      | 14º                                                                      | Honduras                                                                 | 38.135                                                                   | 1,2                                                                      |
| 5º                                                                        | Panamá                                                                   | 92.802                                                                   | 3,0                                                                      | 15º                                                                      | Venezuela                                                                | 33.197                                                                   | 1,1                                                                      |
| 6º                                                                        | El Salvador                                                              | 76.937                                                                   | 2,5                                                                      | 16º                                                                      | Países Bajos                                                             | 32 561                                                                   | 1,0                                                                      |
| 7º                                                                        | Alemania                                                                 | 74.574                                                                   | 2,4                                                                      | 17º                                                                      | Italia                                                                   | 29.171                                                                   | 0,9                                                                      |
| 8º                                                                        | Reino Unido                                                              | 74 338                                                                   | 2,4                                                                      | 18º                                                                      | Suiza                                                                    | 28 884                                                                   | 0,9                                                                      |
| 9º                                                                        | Francia                                                                  | 74.032                                                                   | 2,4                                                                      | 19º                                                                      | Brasil                                                                   | 22.329                                                                   | 0,7                                                                      |
| 10º                                                                       | España                                                                   | 68.634                                                                   | 2,2                                                                      | 20º                                                                      | Chile                                                                    | 18.297                                                                   | 0,6                                                                      |
| Llegadas de turistas internacionales por región de origen en 2018 (Top 4) |                                                                          |                                                                          |                                                                          |                                                                          |                                                                          |                                                                          |                                                                          |
| 1º                                                                        | América del Norte                                                        | 1.580.991                                                                | 52,4                                                                     | 3º                                                                       | Europa                                                                   | 480.102                                                                  | 15,9                                                                     |
| 2º                                                                        | América Central                                                          | 691.386                                                                  | 22,9                                                                     | 4º                                                                       | América del Sur                                                          | 190.413                                                                  | 6,3                                                                      |

## Comparación de los indicadores económicos y de resultados
El siguiente cuadro presenta los principales indicadores económicos y de resultados de la industria turística de Costa Rica, en comparación con los indicadores de países seleccionados de la Cuenca del Caribe y América del Sur. 
| País de América Latina | Llegadas turistas internl. 2010 (miles) | Ingresos turismo internl. 2010 (en millones dól.) | Ingreso medio por llegada 2010 (dól./tur) | Llegadas por 1000 hab (estimado) 2007 | Ingresos per cápita 2005 dól. | Ingresos % exportación bienes y servicios 2003 | Ingresos turismo % PIB 2003 | % Empleos directos e indirectos en turismo 2005 | Clasificación Mundial Competitiv. Turística TTCI 2011 | Valor del Índice TTCI 2011 |
| ---------------------- | --------------------------------------- | ------------------------------------------------- | ----------------------------------------- | ------------------------------------- | ----------------------------- | ---------------------------------------------- | --------------------------- | ----------------------------------------------- | ----------------------------------------------------- | -------------------------- |
| Argentina              | 5.288                                   | 4.930                                             | 932                                       | 115                                   | 57                            | 7,4                                            | 1,8                         | 9,1                                             | 60                                                    | 4,20                       |
| Bolivia*               | 671                                     | 279                                               | 416                                       | 58                                    | 22                            | 9,4                                            | 2,2                         | 7,6                                             | 117                                                   | 3,35                       |
| Brasil                 | 5.161                                   | 5.919                                             | 1.147                                     | 26                                    | 18                            | 3,2                                            | 0,5                         | 7,0                                             | 52                                                    | 4,36                       |
| Chile                  | 3.389                                   | 1.636                                             | 591                                       | 151                                   | 73                            | 5,3                                            | 1,9                         | 6,8                                             | 57                                                    | 4,27                       |
| Colombia               | 2.385                                   | 2.083                                             | 873                                       | 26                                    | 25                            | 6,6                                            | 1,4                         | 5,9                                             | 77                                                    | 3,94                       |
| Costa Rica             | 2.100                                   | 2.111                                             | 1.005                                     | 442                                   | 343                           | 17,5                                           | 8,1                         | 13,3                                            | 44                                                    | 4,43                       |
| Cuba                   | 2.507                                   | n/d                                               | n/d                                       | 188                                   | 169                           | n/d                                            | n/d                         | n/d                                             | n/d                                                   | n/d                        |
| Ecuador                | 1.047                                   | 781                                               | 746                                       | 71                                    | 35                            | 6,3                                            | 1,5                         | 7,4                                             | 87                                                    | 3,79                       |
| El Salvador            | 1.150                                   | 390                                               | 339                                       | 195                                   | 67                            | 12,9                                           | 3,4                         | 6,8                                             | 96                                                    | 3,68                       |
| Guatemala              | 1.719                                   | 1.378                                             | 1.130                                     | 108                                   | 66                            | 16,0                                           | 2,6                         | 6,0                                             | 86                                                    | 3,82                       |
| Haití*                 | n/d                                     | n/d                                               | 685*                                      | n/d                                   | 12*                           | 19,4                                           | 3,2                         | 4,7                                             | n/d                                                   | n/d                        |
| Honduras               | 896                                     | 650                                               | 725                                       | 117                                   | 61                            | 13,5                                           | 5,0                         | 8,5                                             | 88                                                    | 3,79                       |
| México                 | 22.395                                  | 11.872                                            | 530                                       | 201                                   | 103                           | 5,7                                            | 1,6                         | 14,2                                            | 43                                                    | 4,43                       |
| Nicaragua              | 1.011                                   | 309                                               | 306                                       | 443                                   | 316                           | 16,5                                           | 7,9                         | 13,1                                            | 100                                                   | 3,56                       |
| Panamá                 | 1.512                                   | 7.676                                             | 1.273                                     | 530                                   | 511                           | 10,6                                           | 6,3                         | 12,9                                            | 56                                                    | 4,30                       |
| Paraguay               | 465                                     | 217                                               | 467                                       | 68                                    | 11                            | 4,2                                            | 1,3                         | 6,4                                             | 123                                                   | 3,26                       |
| Perú                   | 2.299                                   | 2.274                                             | 989                                       | 65                                    | 41                            | 9,0                                            | 1,6                         | 7,6                                             | 69                                                    | 4,04                       |
| República Dominicana   | 4.125                                   | 4.240                                             | 1.028                                     | 408                                   | 353                           | 36,2                                           | 18,8                        | 19,8                                            | 72                                                    | 3,99                       |
| Uruguay                | 2.407                                   | 1.496                                             | 636                                       | 525                                   | 145                           | 14,2                                           | 3,6                         | 10,7                                            | 58                                                    | 4,24                       |
| Venezuela*             | 615                                     | 788                                               | 1.281                                     | 28                                    | 19                            | 1,3                                            | 0,4                         | 8,1                                             | 106                                                   | 3,46                       |

- Nota (1): Los dos países marcados con asterisco (*) no tienen todas sus estadísticas disponibles para 2010, entonces se incluyeron solo como referencia los datos de 2003 para Haití[37] y de 2009 para Bolivia y Venezuela.[23]
- Nota (2): El color sombreado verde denota el país con el mejor indicador y el color sombreado amarillo corresponde al país con el valor más bajo, ambos para países con datos de 2010.

## Ecoturismo

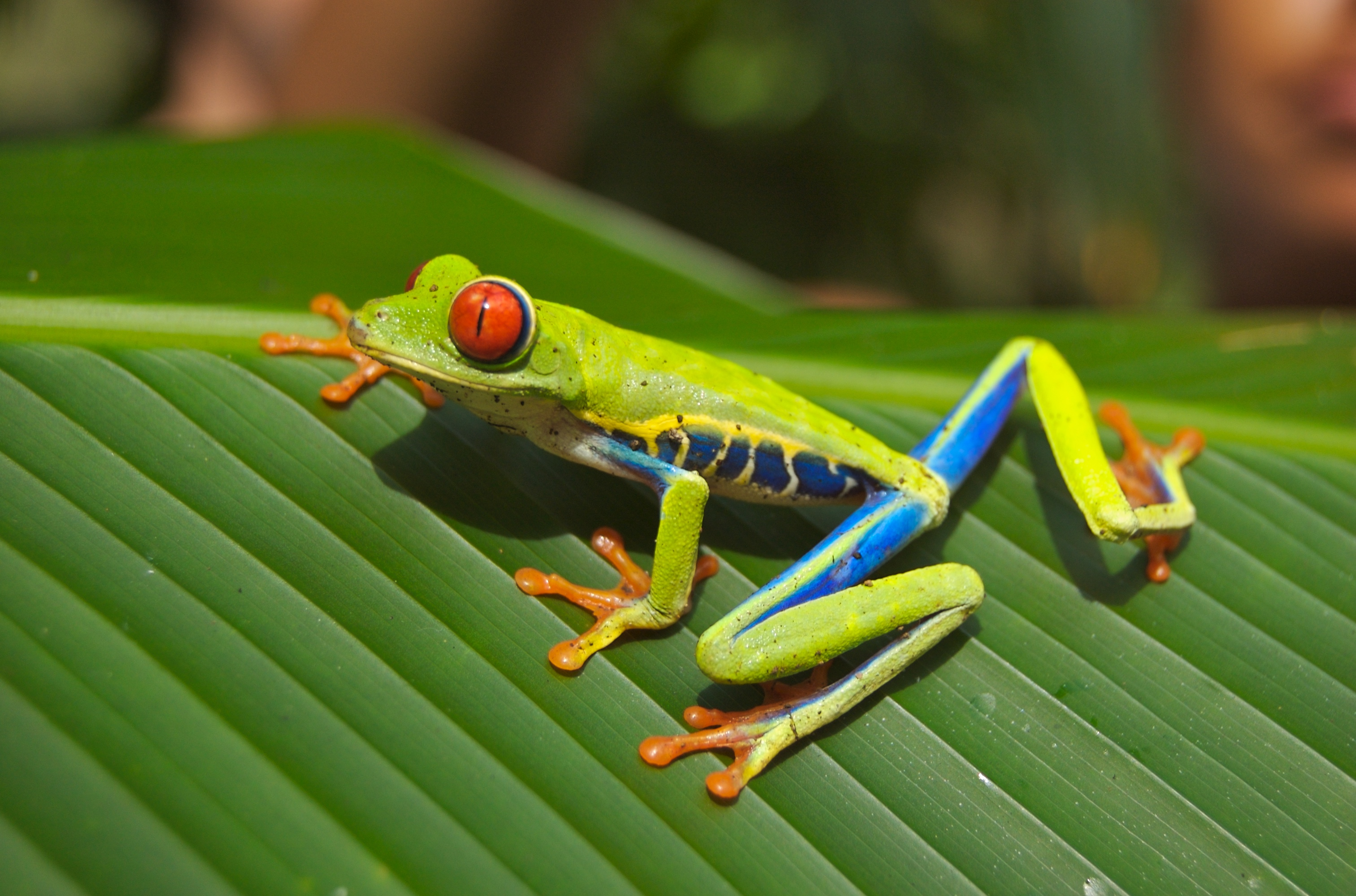
La biodiversidad de Costa Rica es uno de los atractivos para el ecoturismo. Una especie notable es la rana verde de ojos rojos.

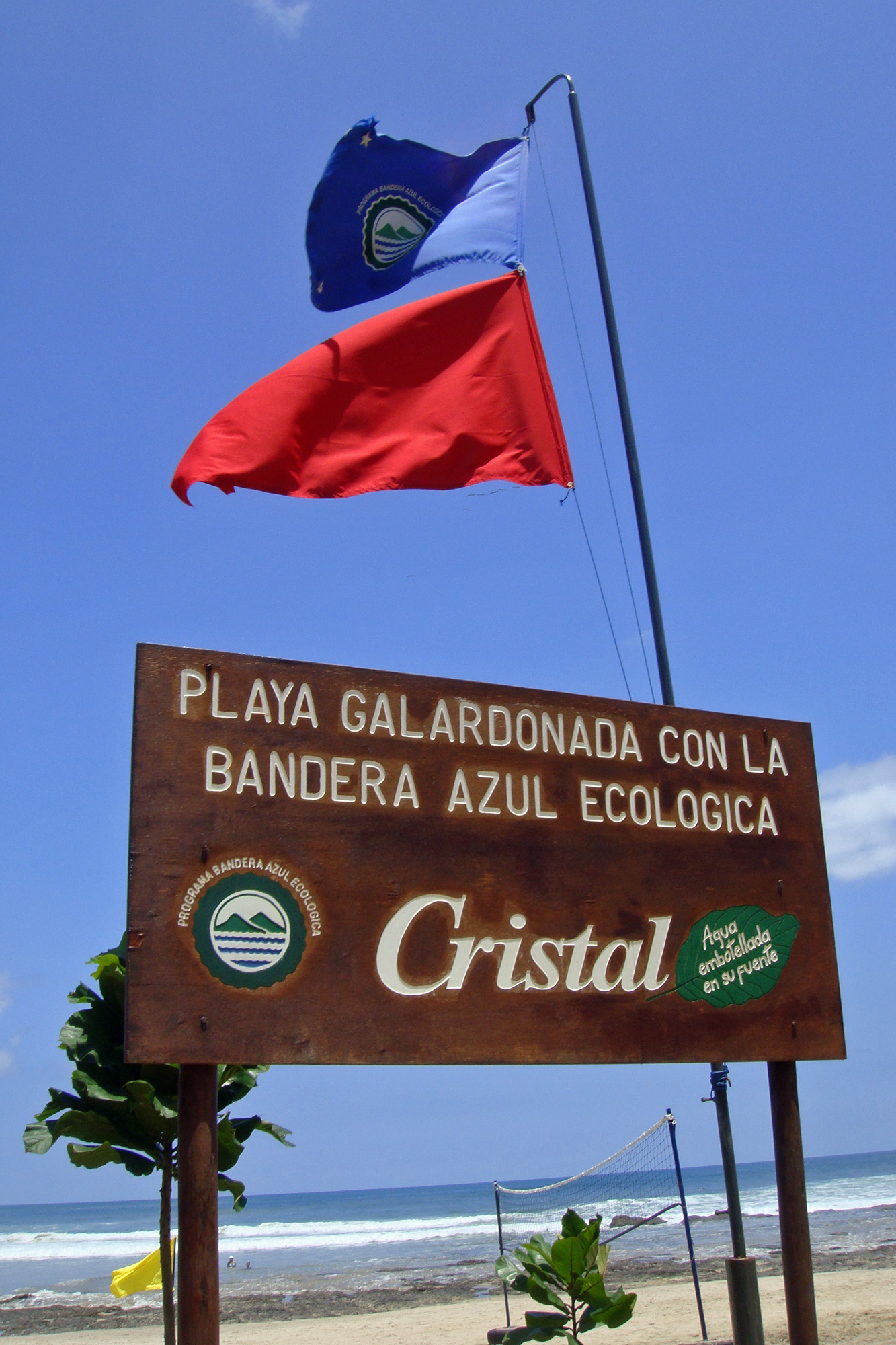
Rótulo y bandera distintiva del Programa Bandera Azul Ecológica en Playa Langosta, en la entrada del Parque nacional Marino Las Baulas, Guanacaste.

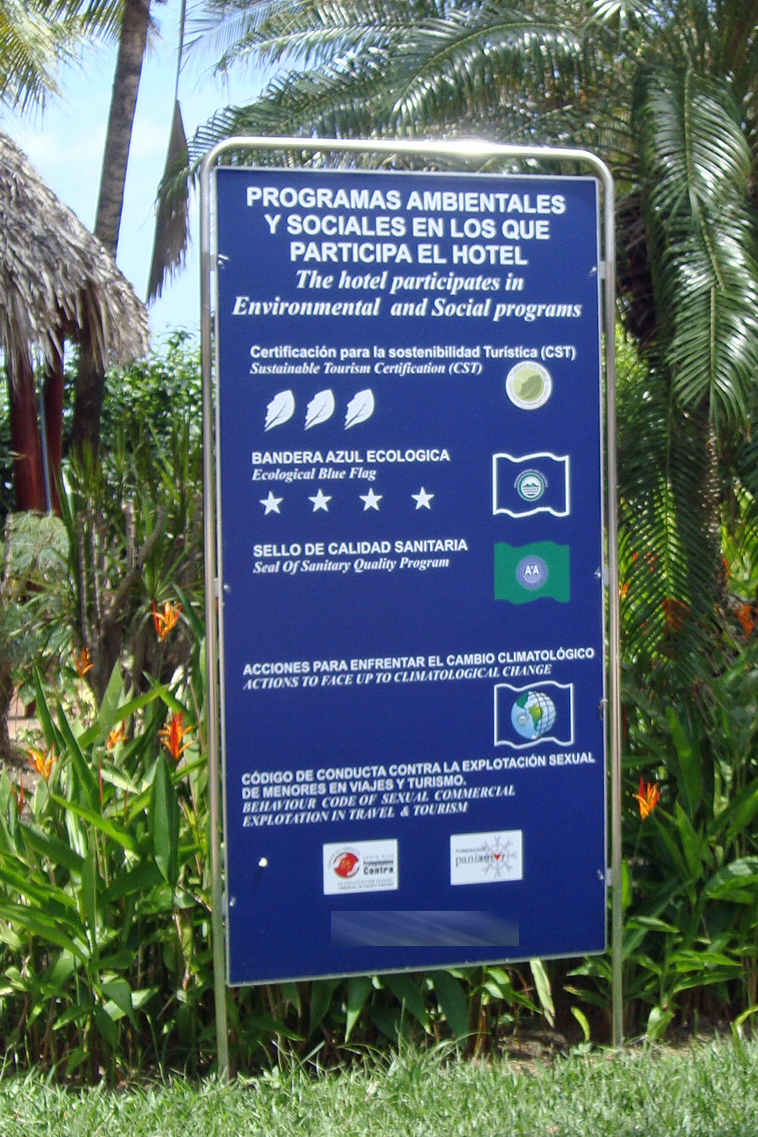
Señal mostrando los programas de certificación en los que el hotel participa o está asociado. Mostradas la clasificación cuatro estrellas del Programa Bandera Azul Ecológica y tres hojas del Programa de Certificación para la Sostenibilidad Turística.

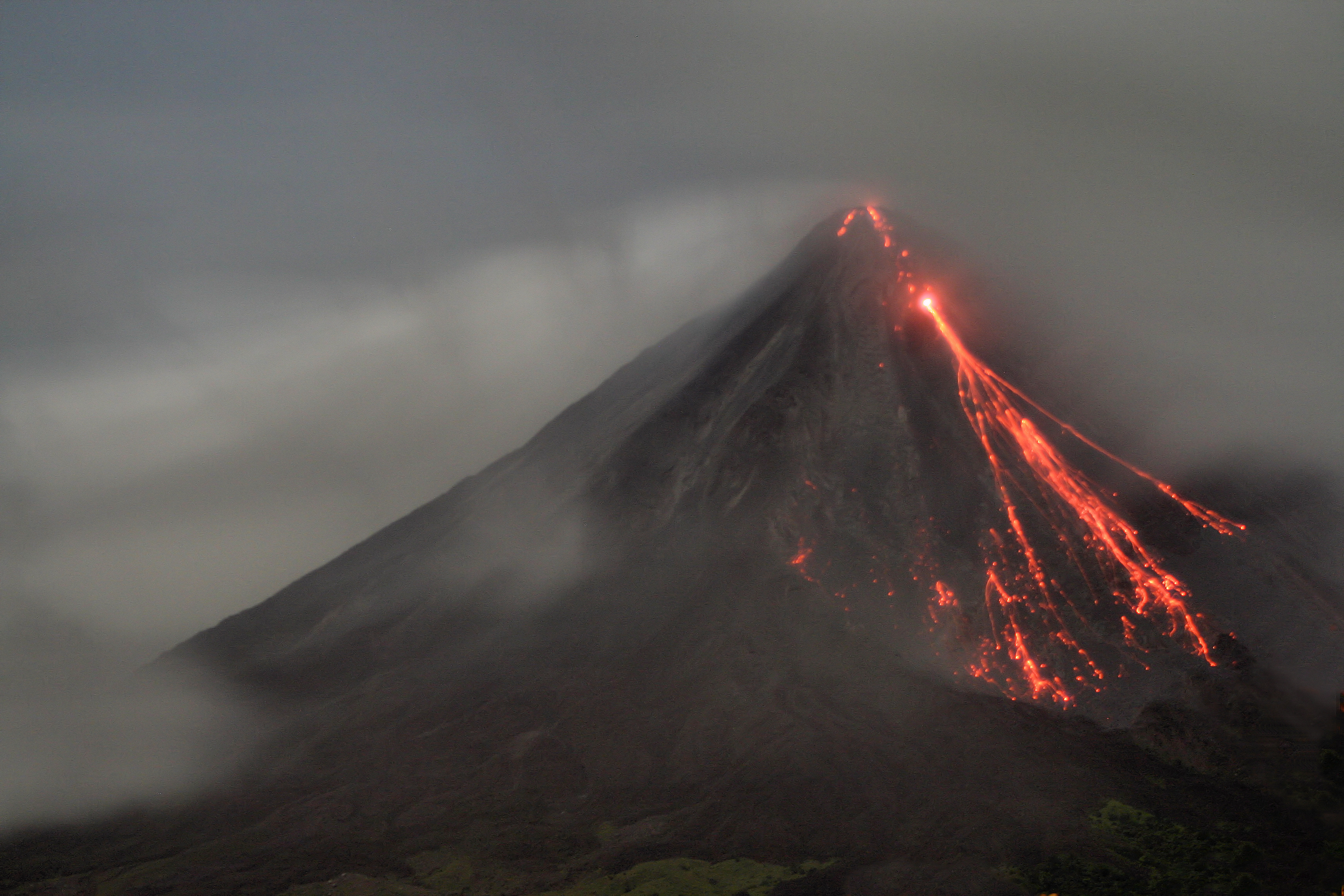
El Volcán Arenal es uno de los destinos más populares en Costa Rica, San Carlos, Alajuela.

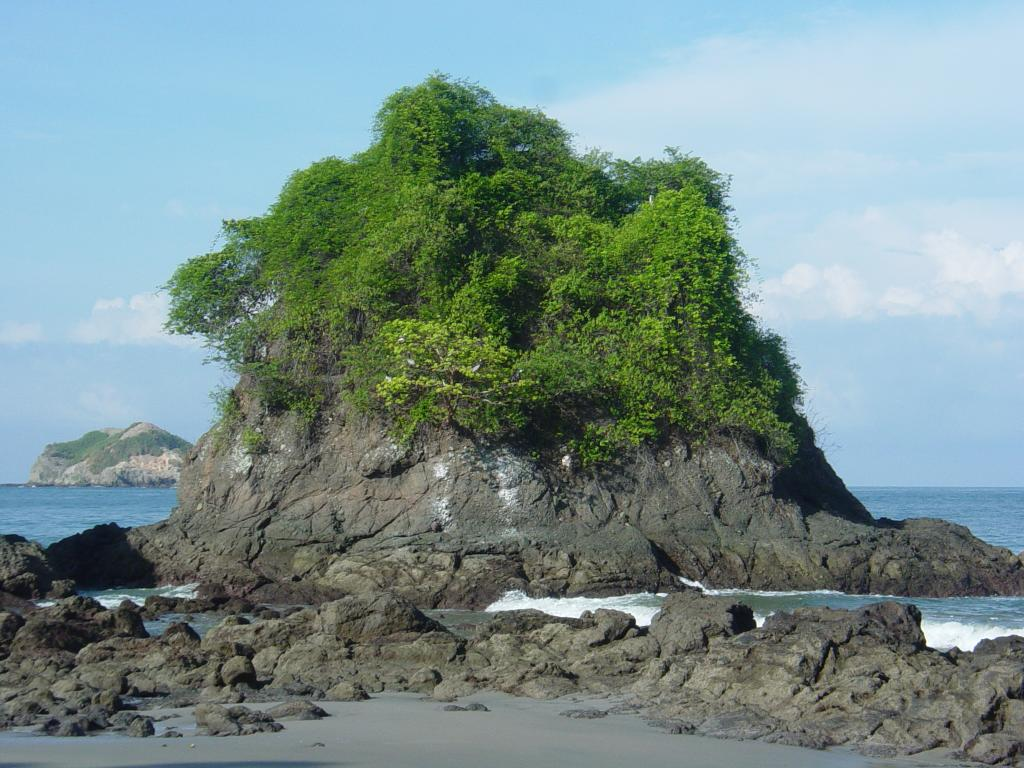
Parque nacional Manuel Antonio es un destino popular por sus cuatro playas ubicadas dentro de un ambiente natural, Quepos Puntarenas.

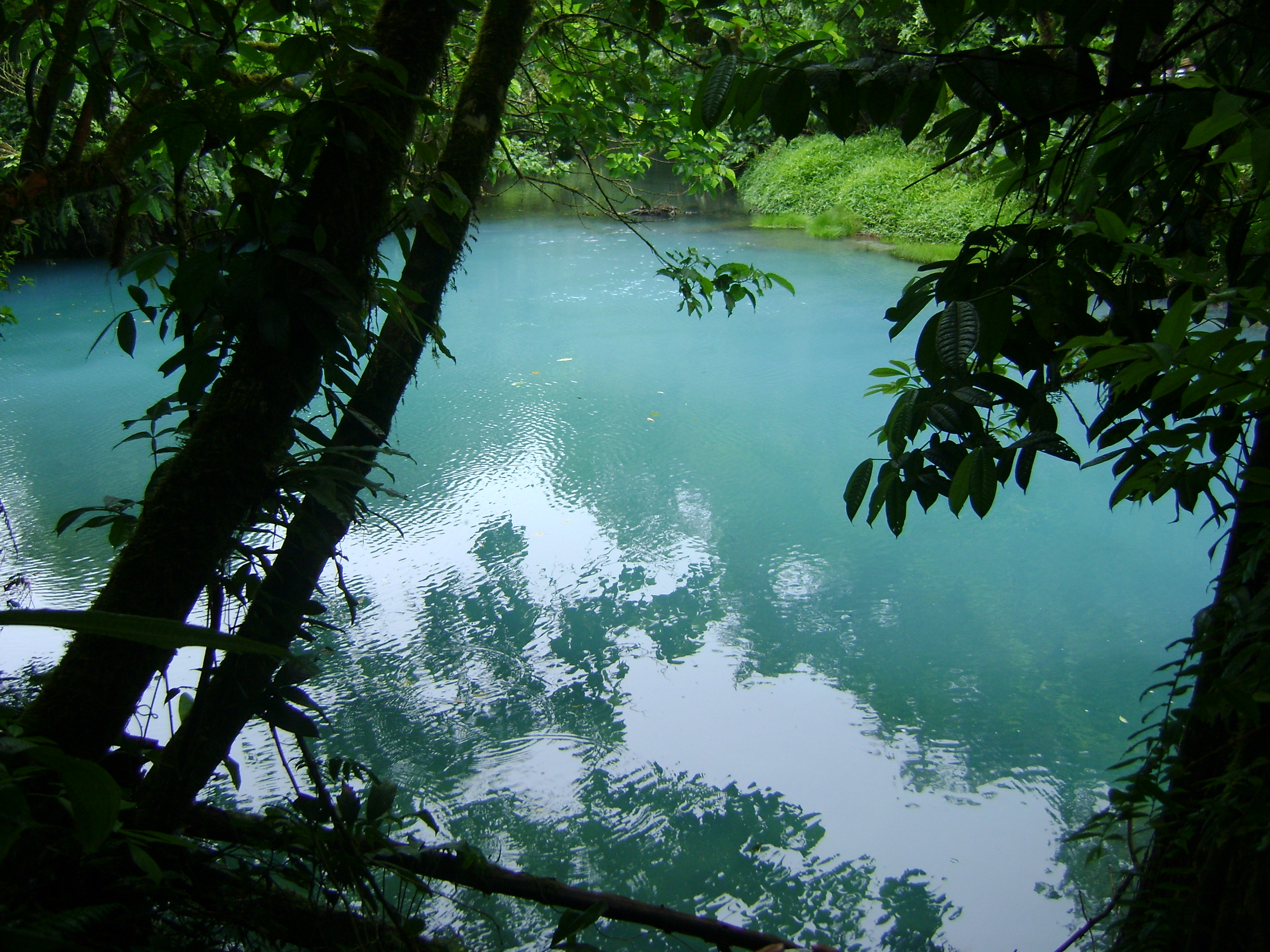
Rio Celeste, localizado dentro del Parque nacional Volcán Tenorio, está dentro de los destinos más populares de los turistas nacionales y extranjeros.

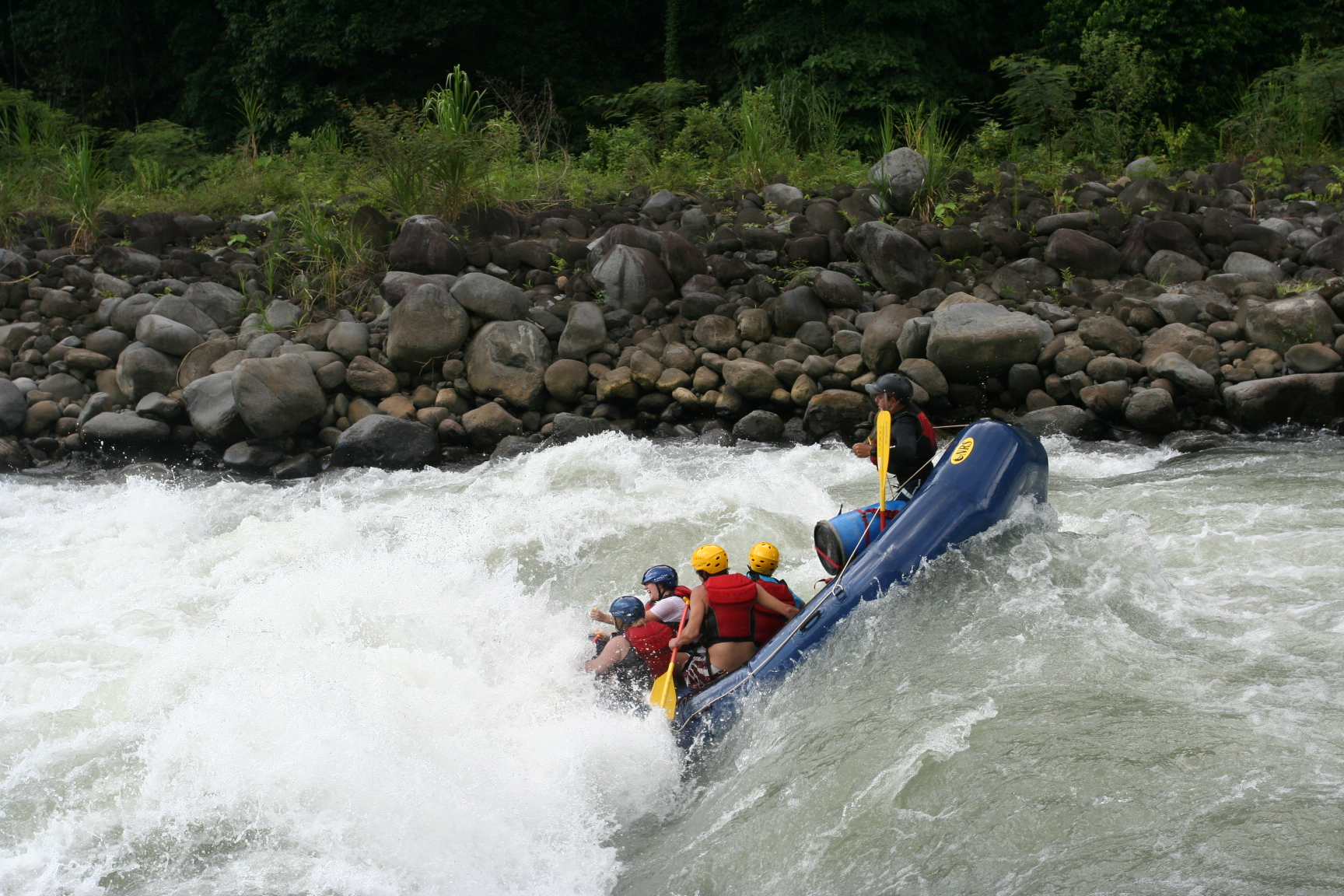
Rafting en el Río Pacuare

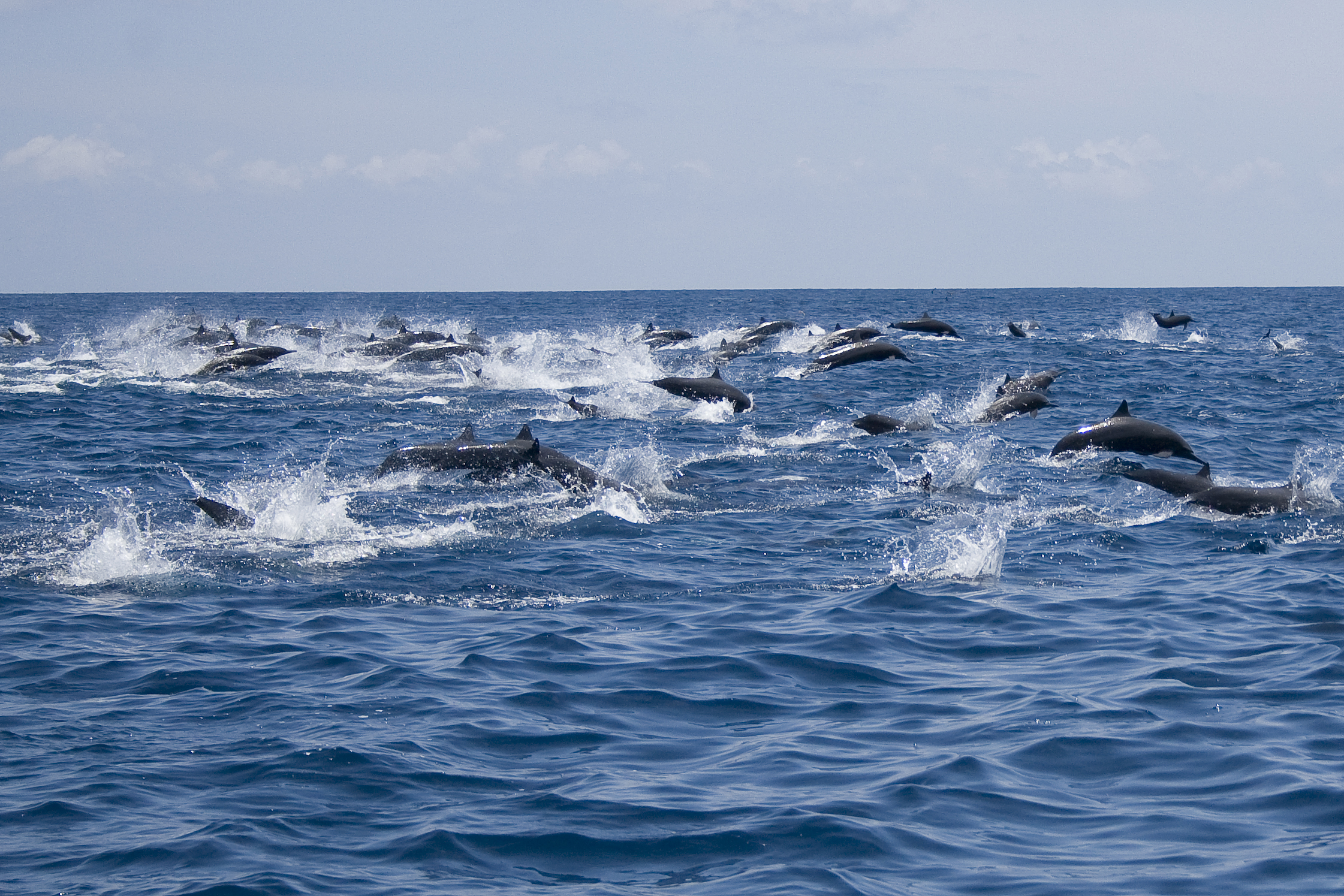
Grupo de delfines cerca de la costa de Puerto Carrillo, cantón de Hojancha.

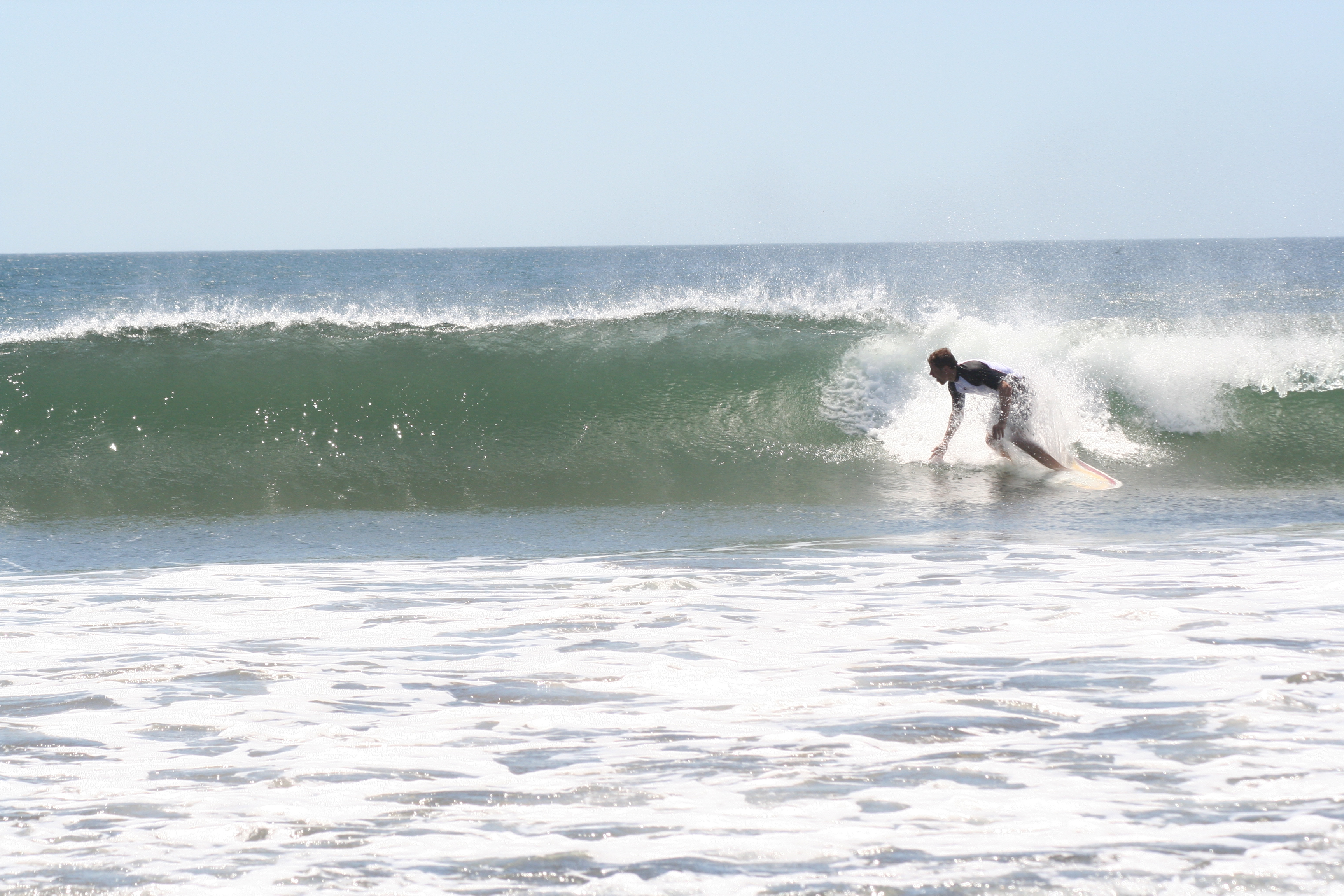
Surfing en una playa de Guanacaste.

El ecoturismo es extremadamente popular entre los turistas internacionales que visitan la extensa red de parques nacionales y de áreas protegidas. Costa Rica fue uno de los pioneros en este tipo de turismo y el país es reconocido internacionalmente como uno de los pocos que cuenta con verdaderos destinos de ecoturismo. En el año 2006, un 54% de los visitantes extranjeros visitaron parques nacionales o áreas protegidas, con al menos dos parques visitados, y en el caso de los turistas europeos la media sube para tres áreas protegidas.
En años recientes varios de los mejores proveedores de servicios de viajes del país han sido reconocidos a nivel internacional por su compromiso con el turismo positivo para el planeta. Estos ejemplos incluyen la línea aérea local Nature Air y el Hotel Punta Islita como ganadores del Premio Turismo para el Futuro (inglés: Tourism for Tomorrow Awards), patrocinado por el World Travel and Tourism Council (WTTC), y el Lapa Rios Ecolodge como ganador del premio Sustainable Standard-Setter otorgado por la Alianza para Bosques (inglés: Rainforest Alliance).

### Programa Bandera Azul
Implantado en 1996 e inspirado en un programa similar desarrollado en Europa en 1985, el Programa Bandera Azul Ecológica fue creado con el objetivo de promover el desarrollo turístico al mismo tiempo que permite limitar los impactos negativos de esa actividad, a través de la organización de la comunidad con el fin de evitar la contaminación y proteger la salud de los visitantes. El programa evalúa la calidad ambiental de las zonas costeras en términos de la calidad de las playas y del agua del mar, acceso y calidad del agua potable, tratamiento de las aguas residuales y del manejo de desechos, de la seguridad ciudadana y de campañas educativas. Después de la primera evaluación, diez playas fueron acreedoras de la distinción, y normalmente los sitios galardonados realizan mucha publicidad entre los potenciales visitantes. Hasta 2008, y con base en la evaluación realizada en 2007, 59 playas consiguieron mantener la distinción mientras que ocho playas la perdieron, incluyendo algunos destinos populares como Playa Tamarindo, Playa Ocotal y Playa Manzanillo. Todas las playas que perdieron la distinción presentaron contaminación fecal de sus aguas.

### Programa voluntario de certificación
Desarrollado en 1997 por el Instituto Costarricense de Turismo, el órgano público responsable por el desarrollo y regulación del sector turístico, el Certificado para la Sostenibilidad Turística (conocido como CST) es un programa voluntario introducido con el fin de convertir "el concepto de sostenibilidad en algo real" a través de "mejorar la forma en que los recursos naturales y sociales son utilizados, para motivar la participación activa de las comunidades locales, y para apoyar la competitividad de los negocios." El programa fue orientado a todo tipo de negocios en el sector turístico, pero inició solo con los proveedores de hospedaje. En 2007 la evaluación para obtener el CST considera un total de 108 parámetros. Hasta junio de 2008, de 3.000 hoteles y operadores de viajes, solamente 94 tienen la Certificación para la Sostenibilidad Turística. Algunas operadoras de viajes en Estados Unidos y Europa promueven a los pequeños hoteles que consiguieron esta certificación a través de los paquetes de viaje ofrecidos a sus clientes.

### "Destinos éticos" del mundo
Costa Rica ha sido incluida en las listas de "Los 10 Mejores Destinos Éticos del Mundo en Desarrollo" tanto del año 2011 como del 2012. Esta es una clasificación anual producida por la revista "Ethical Traveler", la cual está fundamenta en un estudio de los países en desarrollo de todo el mundo para identificar los mejores destinos turísticos entre este grupo de naciones. La medición utiliza categorías como protección ambiental, bienestar social y derechos humanos.

## Playas y turismo de aventura
Según las encuestas realizadas en 2006, los destinos más populares son las áreas naturales, en una combinación de ecoturismo con actividades de descanso y aventura: sol y playa (55%); observar flora y fauna (44%); visitar volcanes (43%); trekking (41%); observar aves (30%); paseos en lo alto de la canopea (26%); salto elástico desde puentes (11%); surfing (11%); tubeo (10%); y descenso de ríos (7%). Las actividades culturales como visitar museos, galería de arte y teatros corresponde a 11%, y los viajes de negocios corresponden al 17%.
Siete resorts costarricenses fueron incluidos en la lista premiada de Condé Nast Traveler Readers' Choice Awards de 2012, para la categoría de los mejores 15 centros turísticos de Centro y Sur América. Los lugares incluidos en la clasificación son Xandari Resort y Spa (2), Four Seasons Resort Costa Rica en la Península de Papagayo (3), Hotel Punta Islita (8), El Silencio Lodge y Spa (9), Los Sueños Marriott Ocean y Golf Resort (11), Arenas del Mar (12) y ele Westin Playa Conchal, Resort y Spa en Playa Conchal (15). La selección de los ganadores se basa en encuestas realizadas por la revista entre sus suscriptores, quienes evalúan la calidad de las habitaciones, servicio, comida, ubicación, diseño y actividades. Dos hoteles también fueron escogidos por la revista entre los 5 mejores de Centroamérica, el Hotel Grano de Oro (3) en San José y Hotel Villa Caletas (4) en el Pacífico Central, Puntarenas.

## Principales atracciones naturales

### Parques nacionales y reservas biológicas
- Isla del Coco, en el Parque nacional Isla del Coco, Patrimonio de la Humanidad declarado por la Unesco
- Área de Conservación de Guanacaste, Patrimonio de la Humanidad declarado por la Unesco
- Parque Internacional La Amistad, Patrimonio de la Humanidad declarado por la Unesco, frontera Costa Rica-Panamá
- Parque nacional Chirripó
- Parque nacional Corcovado
- Parque nacional Tortuguero
- Parque nacional Cahuita
- Parque nacional Tapantí
- Parque nacional Santa Rosa
- Parque nacional Braulio Carrillo
- Estación Biológica La Selva, Organización para Estudios Tropicales (Reserva privada)
- Reserva Biológica Bosque Nuboso Monteverde, Monteverde, Puntarenas (Reserva privada)
- Reserva Natural Absoluta Cabo Blanco

### Volcanes
- Volcán Poás en el Parque nacional Volcán Poás, Alajuela.
- Volcán Irazú en el Parque nacional Volcán Irazú, Cartago.
- Volcán Arenal en el Parque nacional Volcán Arenal, Alajuela.
- Volcán Turrialba, en el Parque nacional Volcán Turrialba, Cartago.
- Volcán Rincón de la Vieja en el Parque nacional Volcán Rincón de la Vieja, Guanacaste.
- Volcán Tenorio, en el Parque nacional Volcán Tenorio, Alajuela.
- Volcán Orosí, en el Parque nacional Guanacaste, Guanacaste.

### Playas
- Playa Manuel Antonio en el Parque nacional Manuel Antonio, seleccionado por la revista Forbes en 2011 entre los 12 parques más bellos del mundo.[53]
- Playa Cahuita en el Parque nacional Cahuita, Limón
- Playa Puerto Viejo, Talamanca, Guanacaste
- Playa Manzanillo, Limón
- Playa Gandoca, Limón
- Playa Tamarindo, Guanacaste
- Playa Flamingo, Guanacaste
- Playa Conchal, Guanacaste
- Playa Jacó, Puntarenas
- Playa Herradura, Puntarenas
- Playa Montezuma, Puntarenas
- Playa Zancudo, Puntarenas
- Playa Santa Teresa, Puntarenas
- Playa Malpais, Puntarenas
- Playa Matapalo, Puntarenas
- Playa Ostional, Guanacaste
- Playa Negra, Guanacaste

### Siete maravillas naturales de Costa Rica
Elegidas como las siete maravillas naturales del país en 2007 por los costarricenses, a través de un concurso abierto organizado por un periódico nacional, estos sitios naturales están entre los favoritos tanto de los turistas locales como extranjeros, con la excepción de la Isla del Coco, debido a su difícil acceso, ya que se localiza aproximadamente a 550 km de la costa Pacífica de Costa Rica.
| Posición | Las 7 maravillas naturales de Costa Rica | Las 7 maravillas naturales de Costa Rica |
| 1.       | Isla del Coco                            |                                          |
| 2.       | Volcán Arenal                            |                                          |
| 3.       | Cerro Chirripó                           |                                          |
| 4.       | Río Celeste                              |                                          |
| 5.       | Canales de Tortuguero                    |                                          |
| 6.       | Volcán Poás                              |                                          |
| 7.       | Reserva Monteverde                       |                                          |
| -------- | ---------------------------------------- | ---------------------------------------- |

## Otras actividades y destinos populares

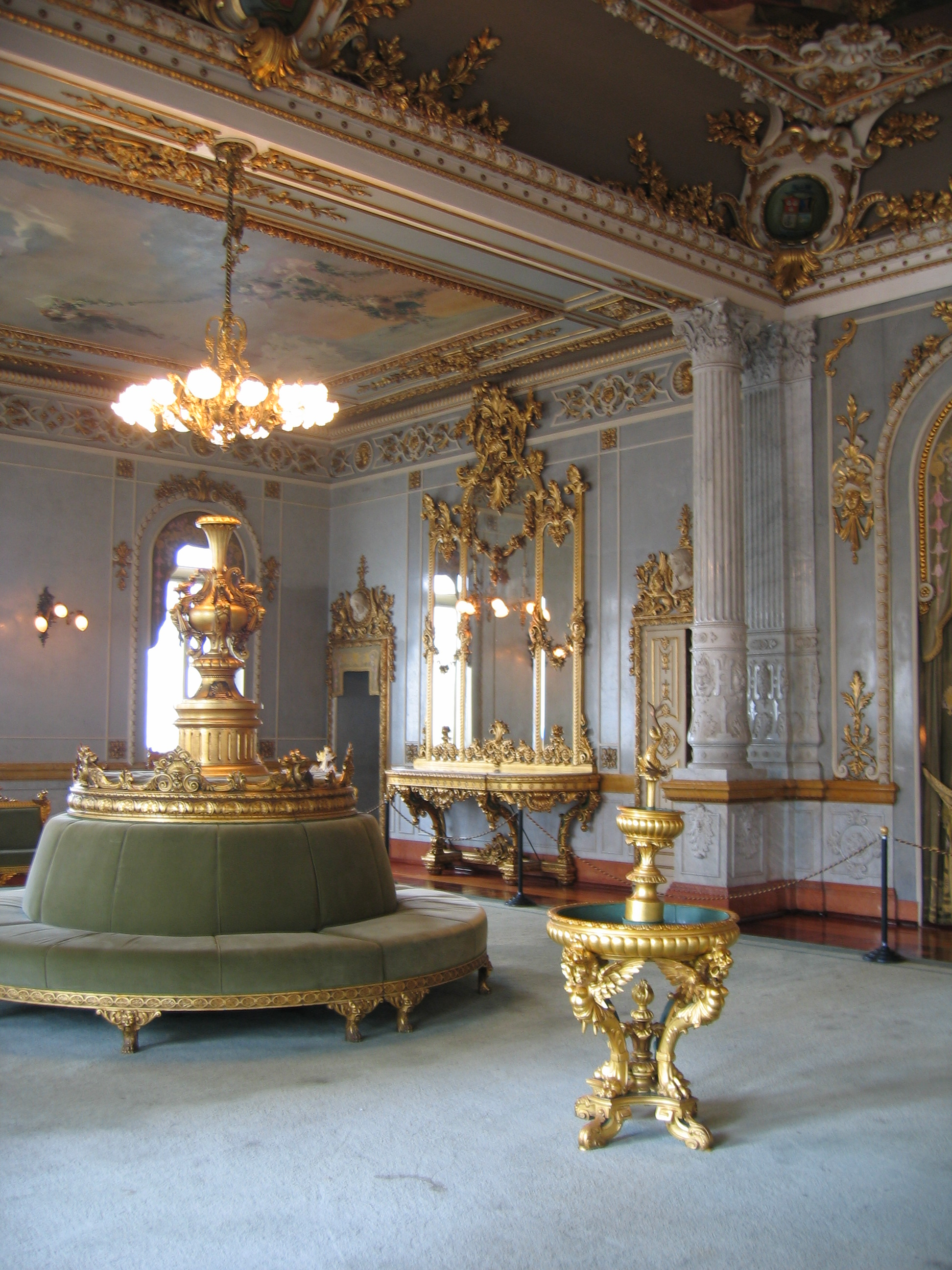
Interior del Teatro Nacional de Costa Rica (El Foyer)

- Basílica de Nuestra Señora de los Ángeles, en Cartago.
- Balneario Ojo de Agua, en Belén de Heredia.
- Paseo de los Turistas, en Puntarenas.
- Mercado central, en San José.
- Centro Recreativo Bosque de la Hoja, en San Rafael de Heredia.
- Camino de Costa Rica, ruta de senderismo de costa a costa de 230 kilómetros, de turismo rural sostenible.
- Centro Nacional de Arte y Cultura, en San José.
- Sanatorio Durán, en Oreamuno de Cartago.
- Ecomuseo de las Minas, en Abangares, Guanacaste.
- Iglesia de Nuestra Señora de las Mercedes (Grecia) en Alajuela. .
- Iglesia Colonial de Orosi y Ruinas de Ujarrás, en Cartago.
- Jardín Botánico Lankester, en Cartago.
- Monumento Nacional Guayabo, en Turrialba, Cartago.
- Museo de Cultura Popular, en Barba de Heredia.
- Museo del Jade del Instituto Nacional de Seguros, en San José.
- Museo de los Niños, en San José.
- Museo del Oro Precolombino del Banco Central de Costa Rica, en San José.
- Museo Histórico Cultural Juan Santamaría, en el Alajuela.
- Museo Nacional de Costa Rica, en San José.
- Museo Histórico Casona de Santa Rosa en Guanacaste.
- Museo La Salle, en San José.
- Parque Metropolitano La Sabana, en San José.
- Parque de la Paz, en San José.
- Parque Dominica, en Turrialba de Cartago.
- Parque Recreativo Cariari, en Limón.
- Parque del Este, en Montes de Oca en San José.
- Parque La Expresión Laguna Doña Ana, en Paraíso de Cartago.
- Parque Fraijanes, en San Isidro de Alajuela.
- Parque Zoológico Simón Bolívar, en San José.
- Parque ambiental municipal Río Loro, Cartago.
- Paradero Turístico Monte de la Cruz, en Heredia.
- Peace Lodge y La Paz Waterfall Gardens Vara Blanca, Heredia.
- Rescate Wildlife Rescue Center en Alajuela.
- Sarchí, en Alajuela, compra de artesanías y productos típicos.
- Teatro Nacional de Costa Rica en San José.
- Teatro Popular Melico Salazar en San José.
- La Cruz de Alajuelita, en San José.
- Mirador de Rancho Redondo, en Goicoechea, en San José.
- Cerros de Escazú, en San José.
- La Piedra de Aserrí, en San José.
- Senderos de San José de la Montaña.
- Reserva Forestal Grecía (Bosque del Niño), en Alajuela.
- Eólicas de Santa Ana, San José.
- Campo Escuela Nacional Iztarú, en Cartago.
- Puerto Viejo en Limón.
- Isla San Lucas, en Puntarenas.
- Isla Uvita, en Limón.

## Véase también

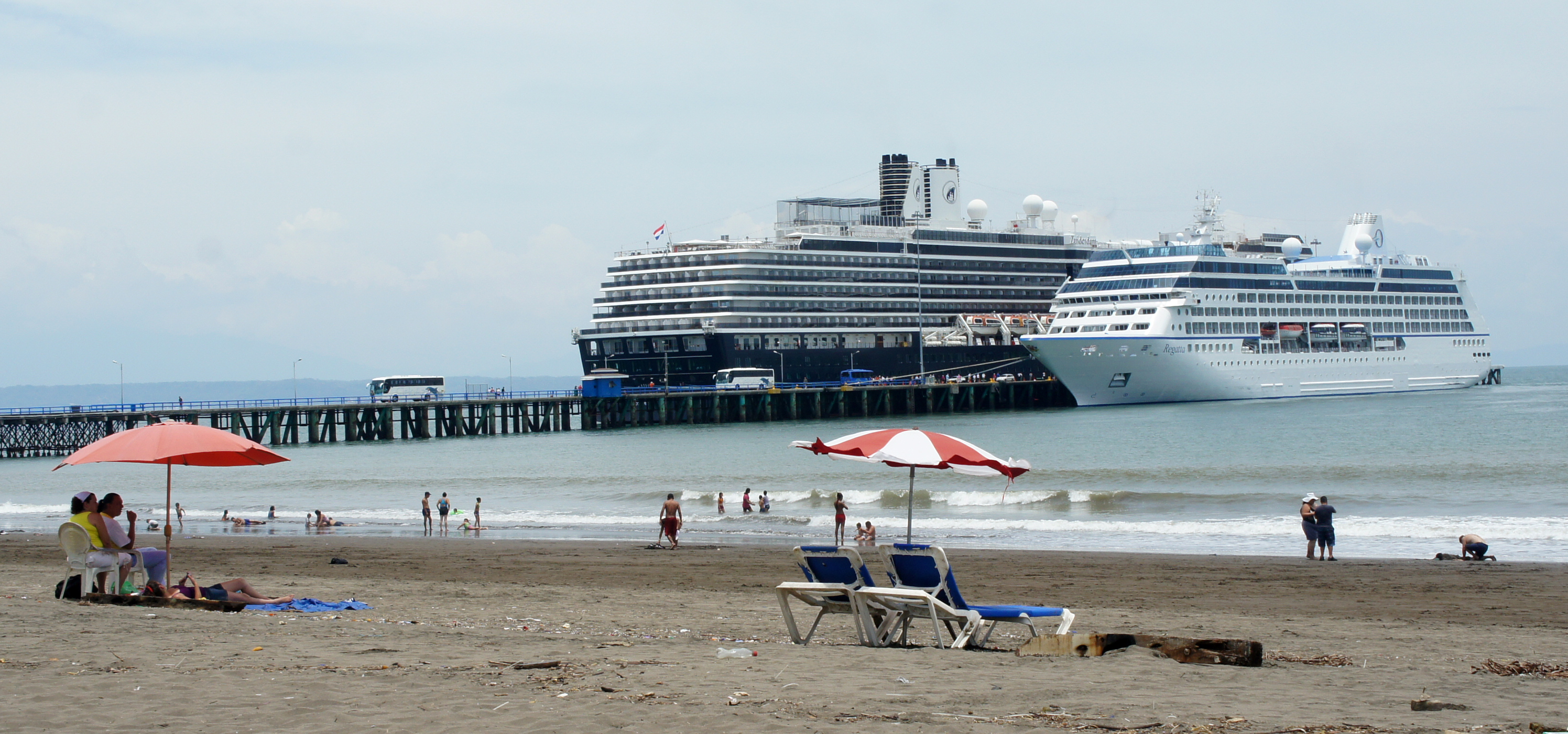
Barcos cruceros en el Puerto de Puntarenas.